# Schloss Moos (Wiesen)

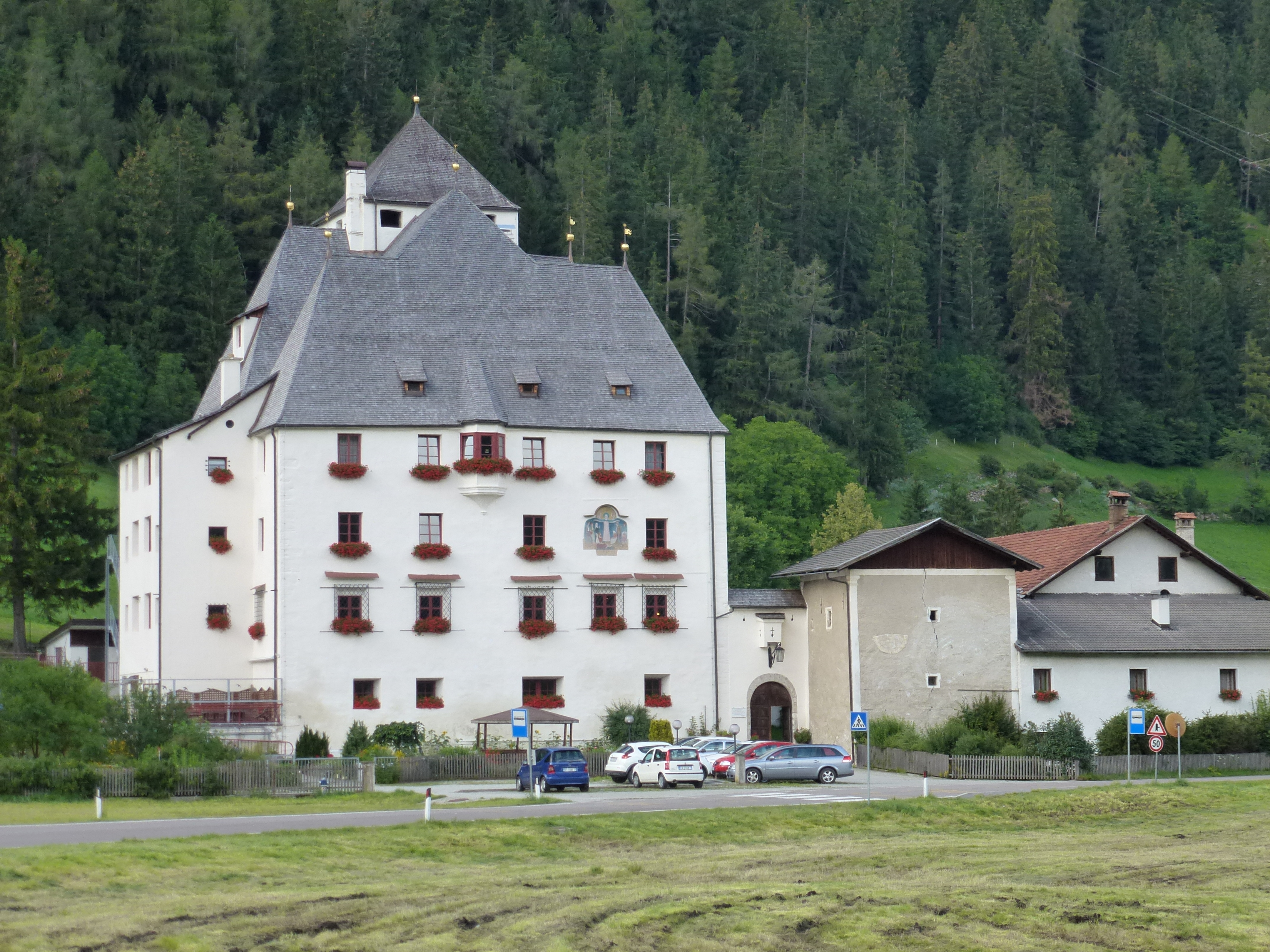
Schloss Moos in Wiesen

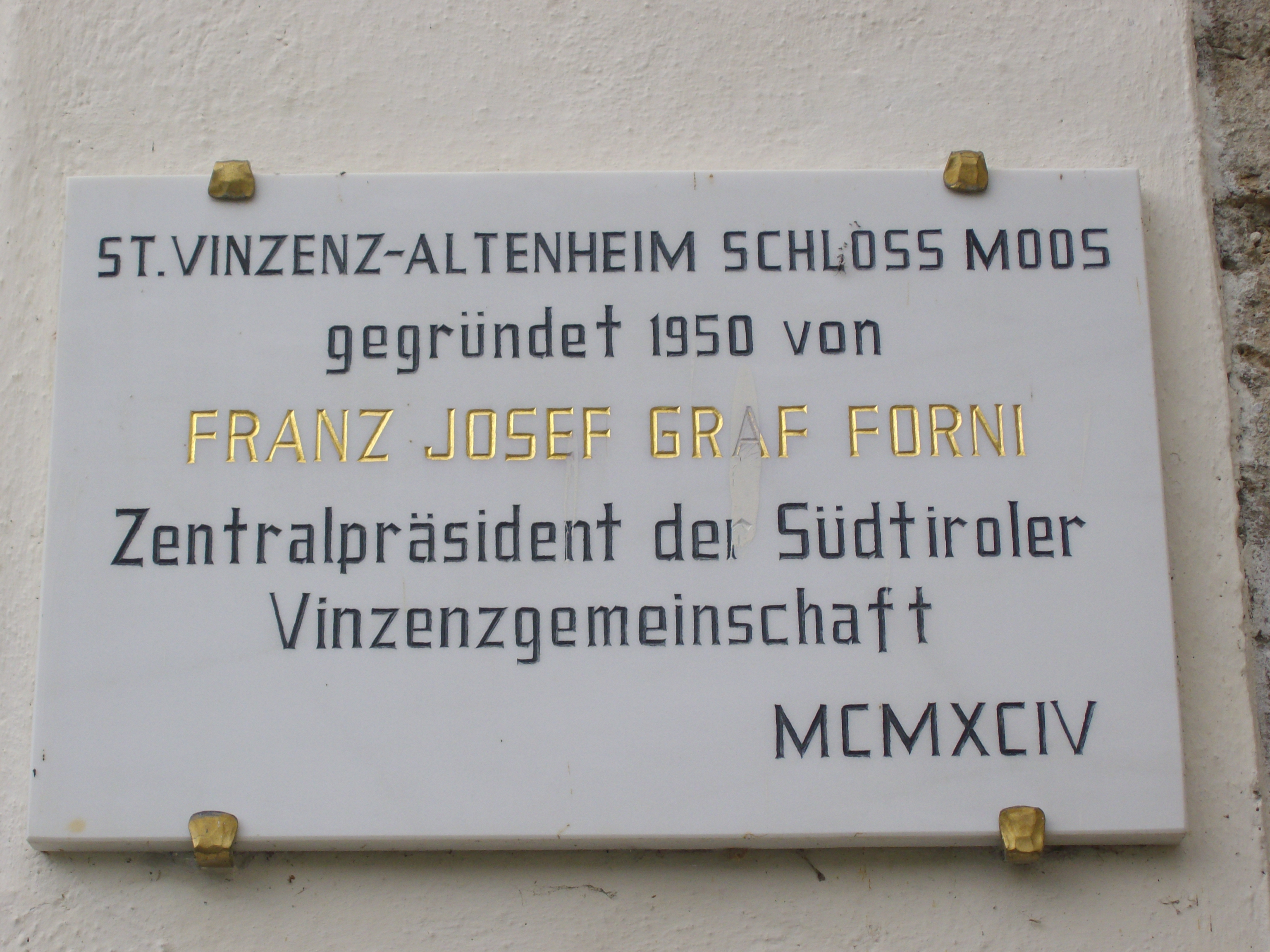
Gedenktafel

Das Schloss Moos in Wiesen, einer Fraktion der Gemeinde Pfitsch bei Sterzing in Südtirol, ist ein geschütztes Baudenkmal.

## Geschichte
Der älteste Teil der Anlage ist der Turm, welcher im 13. Jahrhundert entstand. Die erste urkundliche Erwähnung erfolgte 1325 als Turm zu Moos als Eigentum der Herren von Trautson. Von den Herren von Rottenburg, die Moos seit ca. 1360 besaßen, fiel es an den Tiroler Landesfürsten, welcher den Besitz als Pfandlehen an unterschiedliche Tiroler Adelsfamilien vergab. Ende des 16. bis Anfang des 17. Jahrhunderts ließ Christoph Geizkofler die mittelalterliche Wehranlage zu einem herrschaftlichen Wohnsitz im Renaissancestil umgestalten und erweitern. 1649 übernahm Ludwig Perkhofer das Pfandlehen. Bis 1950 gehörte es den Freiherren von Sternbach zum Stock und Luttach. Seit 1951 ist Schloss Moos ein geschütztes Baudenkmal. 1950 gründete Franz Josef Graf von Forni dort das St. Vinzenz-Altenheim Schloss Moos. Die hauseigene Privatkapelle besitzt Fenster mit Spitzbogen.